# 揖西郡
- 令制国一覧 > 山陽道 > 播磨国 > 揖西郡
- 日本 > 近畿地方 > 兵庫県 > 揖西郡

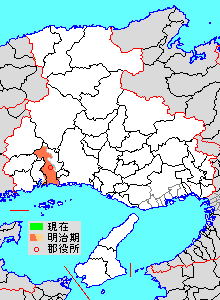
兵庫県揖西郡の位置（薄黄：後に他郡に編入された区域 水色：後に他郡から編入した区域）

揖西郡（いっさいぐん）は、兵庫県（播磨国）にあった郡。

## 郡域
1879年（明治12年）に行政区画として発足した当時の郡域は、下記の区域にあたる。
- たつの市の一部（新宮町二柏野および龍野町柳原・新宮町光都の各一部を除く揖保町各町、龍野町四箇、龍野町富永、龍野町旭町、龍野町柳原、龍野町門の外、龍野町上川原、龍野町上霞城、龍野町中霞城、龍野町下霞城、龍野町日山、揖西町小神、揖西町中垣内、新宮町善定、新宮町大屋、新宮町芝田、新宮町平野、新宮町福栖、新宮町千本、新宮町牧以西）
- 姫路市の一部（余部区各町・網干区浜田）
- 相生市の一部（野瀬・那波野）

## 歴史
古くは揖保郡であったが、鎌倉時代後期頃には揖東郡と揖西郡に分割されていたようである。

### 近世以降の沿革
- 「旧高旧領取調帳」に記載されている明治初年時点での支配は以下の通り。●は村内に寺社領が、○は寺社除地[1]が存在。幕府領は谷町代官所が管轄。藩領は大庄屋組に分けて支配された。（1町92村）

| 知行         | 知行             | 村数     | 村名 |
| ------------ | ---------------- | -------- | --- |
| 藩領         | 播磨龍野藩       | 1町 62村 | 角亀村、○千本村、千本下村、能地村、○平野村、芝田村、大屋村、善定村、菖蒲谷村、小犬丸村、東村、上新宮村、下新宮村、構村、田井村、小田村、中垣内村、小神村、日山村、龍野町、半田村、清水村、清水新村、佐江村、前地村、北山村、龍子村、南山村、竹万村、住吉村、北沢村、尾崎村、小畑村、長尾村、竹原村、土師村、坂村、那波野村、大門村、原村、片島村、二塚村、養久村、野田村、新在家村、神戸北山村、正条村、中村、上村、山下村、大道村、四箇村、中川原分、中陳村、西構村、門前村、松原村、栄村、今市村、東用村、萩原村、真砂村、上川原村、川向村 |
| 藩領         | 讃岐丸亀藩       | 20村     | 上余部村、下余部村、●浜田村、黍田村、山津屋村、下村、中島村、山田村、加家村、釜屋村、黒崎村、片村、伊津村、稲富村、碇岩村、市場村、袋尻村、浦部村、金剛山村、馬場村 |
| 藩領         | 播磨三日月藩     | 6村      | 牧村、時重村、鍛冶屋村、下莇原村、栗田村、町屋村 |
| 藩領         | 播磨姫路藩       | 1村      | ●室津 |
| 藩領         | 龍野藩・丸亀藩   | 1村      | 野瀬村 |
| 藩領         | 龍野藩・三日月藩 | 1村      | 上莇原村 |
| 幕府領・藩領 | 幕府領・丸亀藩   | 1村      | 苅屋村 |

- 慶応4年
  - 2月2日（1868年2月24日） - 幕府領が兵庫裁判所の管轄となる。
  - 5月23日（1868年7月12日） - 兵庫裁判所の管轄地域が兵庫県の管轄となる。
- 明治4年
  - 4月10日（1871年5月28日） - 丸亀藩の廃藩により、管轄地域が兵庫県の管轄となる。
  - 7月14日（1871年8月29日） - 廃藩置県により、藩領が龍野県、三日月県、姫路県の管轄となる。
  - 11月2日（1871年12月13日） - 第1次府県統合により、全域が姫路県の管轄となる。
  - 11月9日（1871年12月20日） - 飾磨県の管轄となる。
- 明治初年（1町93村）
  - 二塚村のうち本条村が独立。
  - 北山村が桑原北山村に、中村が揖保中村に、上村が揖保上村に、中川原分が中河原村にそれぞれ改称。
- 明治5年（1872年） - 小田村が中垣内村に合併。（1町92村）
- 明治8年（1875年） - 千本下村が改称して福栖村となる。
- 明治9年（1876年）
  - 8月21日 - 第2次府県統合により兵庫県の管轄となる。
  - 片村・伊津村・稲富村が合併して岩見村となる。（1町90村）
- 明治10年（1877年）（1町88村）
  - 山田村・加家村が合併して朝臣村となる。
  - このころ下村が中島村に合併。

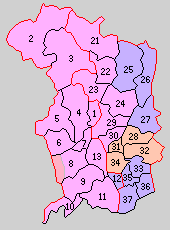
1.龍野町 2.西栗栖村 3.東栗栖村 4.平井村 5.桑原村 6.布施村 7.半田村 8.神部村 9.河内村 10.室津村 11.御津村 12.余部村 13.揖保村（紫：姫路市 桃：たつの市 赤：相生市 21 - 37は揖東郡）

- 明治12年（1879年）1月8日 - 郡区町村編制法の兵庫県での施行により、行政区画としての揖西郡が発足。郡役所が龍野町に設置。
- 明治13年（1880年）（1町85村）
  - 上新宮村・下新宮村が合併して新宮村となる。
  - 中河原村・川向村が九郎兵衛扮・彦太夫扮（いずれも4ヶ村の分町分）と合併して富永村となる。
  - 中陳村が表記を変更して中臣村となる。
  - 東村が小犬丸村に、坂村が土師村にそれぞれ合併。
- 明治14年（1881年） - 栗田村・町屋村が合併して栗町村となる。（1町84村）
- 明治22年（1889年）4月1日 - 町村制の施行により、以下の町村が発足。特記以外は全域が現・たつの市。（1町12村）
  - 龍野町 ← 龍野町、日山村、揖東郡北龍野村
  - 西栗栖村 ← 鍛冶屋村、角亀村、上莇原村、牧村、時重村、栗町村、下莇原村
  - 東栗栖村 ← 平野村、千本村、福栖村、能地村、大屋村、善定村、芝田村
  - 平井村 ← 小神村、清水村、清水新村、佐江村、前地村、中垣内村
  - 桑原村 ← 新宮村、小犬丸村、構村、田井村、竹万村、桑原北山村、菖蒲谷村
  - 布施村 ← 龍子村、住吉村、北沢村、長尾村、尾崎村、小畑村、南山村、土師村、竹原村
  - 半田村 ← 半田村、野田村、新在家村、養久村、二塚村、本条村、片島村
  - 神部村 ← 正条村、神戸北山村、黍田村、山津屋村、原村、大門村（現・たつの市）、那波野村（現・相生市）
  - 河内村 ← 馬場村、金剛山村、浦部村、袋尻村、市場村
  - 室津村（室津が単独村制）
  - 御津村 ← 朝臣村、岩見村、碇岩村、釜屋村、苅屋村、黒崎村、中島村
  - 余部村 ← 上川原村、上余部村、下余部村（現・姫路市）
  - 揖保村 ← 中臣村、門前村、西構村、栄村、松原村、揖保上村、揖保中村、東用村、萩原村、真砂村、山下村、今市村
  - 富永村・四箇村・大道村が揖東郡小宅村、浜田村が揖東郡網干町、野瀬村が赤穂郡相生村のそれぞれ一部となる。
- 明治24年（1891年）3月25日 - 西栗栖村が赤穂郡矢野村の一部（二栢野）を編入。
- 明治29年（1896年）4月1日 - 郡制の施行のため、揖東郡・揖西郡の区域をもって揖保郡が発足。同日揖西郡廃止。

## 行政
歴代郡長
| 代 | 氏名 | 就任年月日               | 退任年月日                | 備考                           |
| -- | ---- | ------------------------ | ------------------------- | ------------------------------ |
| 1  |      | 明治12年（1879年）1月8日 |                           |                                |
|    |      |                          | 明治29年（1896年）3月31日 | 揖東郡との合併により揖西郡廃止 |